# Metaltex
Metaltex est une société internationale fondée en 1945 qui conçoit, développe, fabrique et commercialise des produits ménagers.

## Histoire
Metaltex a été fondée en 1945 à Mendrisio par Egidio Morandi, et était initialement spécialisée à la fabrication de produits en fil de fer. Déjà au début du XXe siècle, de petites activités commerciales comme la production de cages, de passoires, d’écumoires avaient lieu  sur les territoires proches de la frontière entre la Suisse et la province de Côme.
Après un an, la société a transféré sa production à Blevio, une ville située au bord du lac de Côme. Le succès des ventes de produits a rapidement nécessité une extension de l’unité de production, qui a été délocalisée à Cernobbio, puis à Maslianico, dans la province de Côme. Au fil des années, la gamme s’est étendue à d’autres produits ménagers: petits ustensiles de cuisine, étagères, paniers, corbeilles, bibliothèques, et séchoirs à linge.
Au cours des décennies suivantes, le groupe Metaltex consolide sa position internationale en ouvrant des agences commerciales dans des pays européens, puis en Amérique et en Asie. Selon l’industriel, les produits de marque Metaltex sont vendus dans plus de 75 pays à travers le monde.

## Produits
- Vaste gamme d'ustensiles de cuisine.
- Égouttoirs, étagères, divers produits « gain de place » pour l'organisation des armoires ainsi que pour les murs de la cuisine et de la salle de bain.
- Soin du linge : séchoirs à linge, planches à repasser et cintres.